# Габро (Ливорно)
Габро је насеље у Италији у округу Ливорно, региону Тоскана.
Према процени из 2011. у насељу је живело 898 становника. Насеље се налази на надморској висини од 190 м.